# 定方晟
定方 晟（さだかた あきら、1936年4月13日 - ）は、日本の仏教学者。東海大学名誉教授。専攻は仏教学・インド学。

## 略歴
東京大学教養学部卒業、東京大学大学院印度哲学博士課程修了、文学博士。1960～63年にはインド学専攻のためフランス・パリに留学。
帰国後は東海大学専任講師、助教授を経て、文学部教授を務めた。

## 主な著書
- 『須弥山と極楽 仏教の宇宙観』 講談社現代新書、1973年／ちくま学芸文庫、2023年 - 佐々木閑解説
- 『仏教にみる世界観』 第三文明社「レグルス文庫」、1980年。講演録
- 『阿闍世のすくい 仏教における罪と救済』 人文書院、1984年
- 『阿闍世のさとり 仏と文殊の空のおしえ』 人文書院、1989年
- 『インド宇宙誌 宇宙の形状 宇宙の発生』 春秋社、1985年
  - 『インド宇宙論大全』 春秋社、2011年、新版2021年。増訂版
- 『空と無我 仏教の言語観』 講談社現代新書、1990年
- 『大乗経典を読む』 講談社現代新書、1992年
- 『インド性愛文化論』 春秋社、1992年
- 『異端のインド』 東海大学出版会、1998年。論文集
- 『憎悪の宗教 ユダヤ・キリスト・イスラム教と「聖なる憎悪」』 洋泉社新書、2005年
- 『長楽寺灌頂文書の研究』 春秋社、2009年

### 主な訳書
- R.A.スタン『チベットの文化』 山口瑞鳳共訳、岩波書店、1971年、増補版1993年
- 『アショーカ王伝』 法蔵館［法蔵選書9］、1982年／ちくま学芸文庫、2024年。原典訳・解説
- 『カニシカ王と菩薩たち』 大東出版社［大東名著選4］、1983年。訳・注解は一部

### 論文
- CiNii論文(定方晟)
- INBUDS>定方晟